# Марко Карнезеккі
Ма́рко Карнезе́ккі (італ. Marco Carnesecchi, нар. 1 липня 2000, Ріміні) — італійський футболіст, воротар «Аталанти».

## Клубна кар'єра
Вихованець «Чезени», з якої у віці 17 років потрапив до «Аталанти», з якій він ще 2 роки грав на молодіжному рівні, вигравши юнацький чемпіонат Італії 2018/19. Вперше потрапив до заявки головної команди 14 січня 2019 року на матч Кубка Італії 2018/19 проти «Кальярі», але залишився на лавці запасних.
25 липня 2019 року Карнесеккі був відданий в оренду новачку Серії B «Трапані», де і дебютував на дорослому рівні 22 вересня 2019 року у грі чемпіонату проти «Салернітани» (0:1), зігравши цілу гру. Загалом за сезон зіграв 33 гри Серії В, але не зумів врятувати команду від вильоту.
Після оренди Марко повернувся до «Аталанти», де займав роль третього воротаря після П'єрлуїджі Голліні та Марко Спортьєлло, тому не зіграв жодного матчу і 5 січня 2021 року знову був відданий в оренду в клуб Серії В «Кремонезе» на решту сезону 2020/21. До кінця сезону зіграв 20 ігор. Загалом за два з половиною сезони, проведених у цій команді, здебільшого був основним голкіпером і захищав її ворота у 85 іграх усіх турнірів.

## Кар'єра у збірних
У жовтні 2016 року Карнезеккі вперше був викликаний до юнацької збірної Італії до 17 років, а дебютував 14 грудня 2016 року в товариському матчі проти Угорщини. У складі цієї збірної був учасником юнацького чемпіонату Європи 2017 року в Хорватії, але був дублером Сімоне Гідотті і на поле не виходив, а італійці не змогли подолати груповий етап.
Згодом він був основним воротарем збірної Італії до 19 років на юнацькому чемпіонаті Європи 2019 року у Вірменії, але команда вибула на груповому етапі.
Зі збірною до 20 років виступав на молодіжному чемпіонаті світу, де був дублером Алессандро Пліццарі, тому зіграв лише у двох матчах — на груповому етапі з Японією та в грі за третє місце проти Еквадору.
У складі молодіжної збірної Італії до 21 року дебютував 6 вересня 2019 року у товариському матчі проти Молдови. У її складі поїхав на молодіжний чемпіонат Європи 2021 року в Угорщині та Словенії, де зіграв у всіх 4 іграх своєї команди і був включений до символічної збірної змагання.

## Статистика виступів

### Статистика клубних виступів
Станом на 28 червня 2023
| Сезон                 | Команда               | Чемпіонат             | Чемпіонат | Чемпіонат | Національний кубок | Національний кубок | Національний кубок | Континентальні кубки | Континентальні кубки | Континентальні кубки | Інші змагання | Інші змагання | Інші змагання | Усього | Усього |
| Сезон                 | Команда               | Ліга                  | Ігор      | Голів     | Ліга               | Ігор               | Голів              | Ліга                 | Ігор                 | Голів                | Ліга          | Ігор          | Голів         | Ігор   | Голів  |
| --------------------- | --------------------- | --------------------- | --------- | --------- | ------------------ | ------------------ | ------------------ | -------------------- | -------------------- | -------------------- | ------------- | ------------- | ------------- | ------ | ------ |
| 2019–20               | «Трапані»             | B                     | 33        | -52       | КІ                 | 1                  | -1                 | -                    | -                    | -                    | -             | -             | -             | 34     | -53    |
| 2020-січ. 2021        | «Аталанта»            | A                     | 0         | 0         | КІ                 | 0                  | 0                  | ЛЧ                   | 0                    | 0                    | -             | -             | -             | 0      | 0      |
| січ.-черв. 2021       | «Кремонезе»           | B                     | 20        | -18       | КІ                 | -                  | -                  | -                    | -                    | -                    | -             | -             | -             | 20     | -18    |
| 2021–22               | «Кремонезе»           | B                     | 36        | -38       | КІ                 | 1                  | 0                  | -                    | -                    | -                    | -             | -             | -             | 37     | -38    |
| 2022–23               | «Кремонезе»           | A                     | 27        | -47       | КІ                 | 1                  | -2                 | -                    | -                    | -                    | -             | -             | -             | 28     | -49    |
| Усього за «Кремонезе» | Усього за «Кремонезе» | Усього за «Кремонезе» | 83        | -103      |                    | 2                  | -2                 |                      | -                    | -                    |               | -             | -             | 85     | -105   |
| 2023–24               | «Аталанта»            | A                     | 0         | 0         | КІ                 | 0                  | 0                  | ЛЄ                   | 0                    | 0                    | -             | -             | -             | 0      | 0      |
| Усього за кар'єру     | Усього за кар'єру     | Усього за кар'єру     | 116       | -154      |                    | 3                  | -3                 |                      | -                    | -                    |               | -             | -             | 119    | -157   |

### Статистика виступів за збірну
| Дата       | Місто               | Господарі  | Результат  | Гості                | Турнір                             | Голи | Примітки |
| ---------- | ------------------- | ---------- | ---------- | -------------------- | ---------------------------------- | ---- | -------- |
| 6-9-2019   | Катанія             | Італія     | 4 – 0      | Молдова              | Товариський матч                   | -    |          |
| 10-10-2019 | Дублін              | Ірландія   | 0 – 0      | Італія               | Кваліфікація молодіжного Євро-2021 | -    |          |
| 14-10-2019 | Єреван              | Вірменія   | 0 – 1      | Італія               | Кваліфікація молодіжного Євро-2021 | -    |          |
| 16-11-2019 | Феррара             | Італія     | 3 – 0      | Ісландія             | Кваліфікація молодіжного Євро-2021 | -    |          |
| 19-11-2019 | Катанія             | Італія     | 6 – 0      | Вірменія             | Кваліфікація молодіжного Євро-2021 | -    |          |
| 8-9-2020   | Кальмар (місто)     | Швеція     | 3 – 0      | Італія               | Кваліфікація молодіжного Євро-2021 | -3   |          |
| 12-11-2020 | Рейк'явік           | Ісландія   | 1 – 2      | Італія               | Кваліфікація молодіжного Євро-2021 | -1   |          |
| 15-11-2020 | Дифферданж (комуна) | Люксембург | 0 – 4      | Італія               | Кваліфікація молодіжного Євро-2021 | -    |          |
| 24-3-2021  | Целє (місто)        | Чехія      | 1 – 1      | Італія               | Молодіжне Євро-2021 - 1-й етап     | -1   |          |
| 27-3-2021  | Марибор             | Іспанія    | 0 – 0      | Італія               | Молодіжне Євро-2021 - 1-й етап     | -    |          |
| 30-3-2021  | Марибор             | Італія     | 4 – 0      | Словенія             | Молодіжне Євро-2021 - 1-й етап     | -    |          |
| 31-5-2021  | Любляна             | Португалія | 5 – 3 д.ч. | Італія               | Молодіжне Євро-2021 - чвертьфінал  | -5   |          |
| 3-9-2021   | Емполі              | Італія     | 3 – 0      | Люксембург           | Кваліфікація молодіжного Євро-2023 | -    |          |
| 7-9-2021   | Віченца             | Італія     | 1 – 0      | Чорногорія           | Кваліфікація молодіжного Євро-2023 | -    |          |
| 12-11-2021 | Дублін              | Ірландія   | 0 – 2      | Італія               | Кваліфікація молодіжного Євро-2023 | -    | кап.     |
| 25-3-2022  | Подгориця           | Чорногорія | 1 – 1      | Італія               | Кваліфікація молодіжного Євро-2023 | -1   | кап.     |
| 29-3-2022  | Трієст              | Італія     | 1 – 0      | Боснія і Герцеговина | Кваліфікація молодіжного Євро-2023 | -    | кап.     |
| 6-6-2022   | Дифферданж (комуна) | Люксембург | 0 – 3      | Італія               | Кваліфікація молодіжного Євро-2023 | -    | кап.     |
| 19-11-2022 | Анкона              | Італія     | 2 – 4      | Німеччина            | Товариський матч                   | -4   | кап.     |
| 22-6-2023  | Клуж-Напока         | Франція    | 2 – 1      | Італія               | Молодіжне Євро-2023 - 1-й етап     | -2   |          |
| 25-6-2023  | Клуж-Напока         | Швейцарія  | 2 – 3      | Італія               | Молодіжне Євро-2023 - 1-й етап     | -2   |          |
| 28-6-2023  | Клуж-Напока         | Італія     | 0 – 1      | Норвегія             | Молодіжне Євро-2023 - 1-й етап     | -1   |          |
| Усього     |                     | Матчів     | 22         |                      | Голів                              | -20  |          |

## Досягнення
- Переможець Ліги Європи УЄФА (1):

«Аталанта»: 2023–24